# 家政学原論
家政学原論（かせいがくげんろん、Principles Home Economics）とは家政学の研究分野のひとつ。
「家政学の研究目的、研究対象、研究方法などの学問の根本原理を追求し、成立を理論化」する研究のことを指し示す。
また広義の定義として、家政史（家政学の歴史）や比較家政学を含めることもある。

## 家政学原論の構成
家政学原論の構成は下記のとおりである。
- 学説 - 家政学の定義、学説に関する研究。研究目的、研究対象など。
- 思想 - 家政学の思想に関する研究。
- 研究方法 - 家政学の研究方法についての研究。家政学の方法論など。
- 国際家政学 - 国際的な家政学についての研究。比較家政学など。
- 家政学史 - 家政学の世界的歴史、国別歴史、日本における家政学の歴史についての研究（家政史という）。
- その他の家政学原論の項目 - 上記に含まれない家政学原論の内容。